# Saint-Maurice-des-Noues
Saint-Maurice-des-Noues là một xã ở tỉnh Vendée trong vùng Pays de la Loire, Pháp. Xã này có diện tích 21,42 kilômét vuông, dân số năm 2006 là 578 người. Xã này nằm ở khu vực có độ cao trung bình 100 mét trên mực nước biển.

## Biến động dân số
| Năm | 1962 | 1968 | 1975 | 1982 | 1990 | 1999 | 2006 |
| --- | ---- | ---- | ---- | ---- | ---- | ---- | ---- |
| Dân số | 628  | 752  | 654  | 636  | 611  | 572  | 578  |
| From the year 1962 on: No double counting—residents of multiple communes (e.g. students and military personnel) are counted only once. |      |      |      |      |      |      |      |